# 郭隗
郭隗（約西元前351年—前297年），一作郭隈，战国時期燕國人，燕昭王的重臣。

## 生平
公元前314年，齐宣王趁燕国发生子之之乱之机，攻破燕国，燕王哙、子之被杀，燕国几乎被齐国灭亡。前315年，赵武灵王派乐池护送在韩国的燕国公子职归燕。前312年，公子职被推举为燕王，为燕昭王。
燕昭王继位后，决定复兴燕国，以报齐国入侵之仇。燕昭王向郭隗求强国之策，郭隗以千金买骨为例，对燕昭王说：“如果大王要招纳贤士，那就先从我郭隗开始。至于那些比我更贤能的人，就会不远万里前来投奔您。”燕昭王给郭隗修建豪华的宫殿并尊他为师。各国贤士听闻后纷纷投奔燕国，乐毅从魏國前来，邹衍从齐国前来，剧辛从赵国前来，燕国逐渐强大起来。
最后燕国攻打齐国，齊湣王出逃，燕兵入齐国国都临淄(今山东淄博)，尽取齐宝。

## 后世歌颂
- “燕昭延郭隗，遂筑黄金台。剧辛方赵至，邹衍复齐来。” -唐，李白，古风·燕昭延郭隗
- “君不见昔时燕家重郭隗，拥彗折节无嫌猜。剧辛乐毅感恩分，输肝剖胆效英才。昭王白骨萦蔓草，谁人更扫黄金台。” -唐，李白，行路难
- “龙门盛事无因见，费尽黄金老隗台。” -唐，罗隐， 送章碣赴举
- “郭隗池台处，昭王尊酒前。” -唐，卢照邻， 送幽州陈参军赴任寄呈乡曲父老
- “隗君亦何幸，遂起黄金台。” -唐，陈子昂， 蓟丘览古赠卢居士藏用七首燕昭王